# Jimmy Two-Shoes
Jimmy Two-Shoes é um desenho animado canadense que estreou em 13 de fevereiro de 2009 e em 2 de novembro do mesmo ano no Brasil com o episódio "Blergh Tube". Igualmente em Portugal em 2011 na SIC. É uma série original do Teletoon, e já foi exibida pelos canais: Disney XD nos EUA e pela Nickelodeon na América Latina. A série foi centrada em torno das façanhas do personagem-título Jimmy, um adolescente otimista que vive em Miseryville, uma cidade cheia de monstros e demônios. A série foi criada por Sean Scott e Edward Kay. A série durou duas temporadas, mas foi cancelada por causa da baixa audiência. No Canadá, ele ainda está a transmitir.

## Premissa
A série conta as aventuras de Jimmy, um adolescente feliz e otimista de 14 anos de idade que vive a procura de divertimento onde quer que vá. E isto é um grande desafio, porque Jimmy mora em Miseryville, a cidade mais infeliz das redondezas, controlada pelo megalomaníaco Lucius Horrivel VII. Junto com seus melhores amigos Heloise e Beezy, Jimmy está determinado a ultrapassar todos os obstáculos e levar o seu entusiasmo contagiante para toda a cidade.

## Episódios
| Temporada | Temporada | Episódios | Estreia da Temporada    | Final de Temporada     |
| --------- | --------- | --------- | ----------------------- | ---------------------- |
|           | 1         | 26        | 13 de fevereiro de 2009 | 14 de novembro de 2009 |
|           | 2         | 26        | 9 de setembro de 2010   | 15 de julho de 2011    |

## Canais
| País / Região    | Canal              |
| ---------------- | ------------------ |
| Canadá           | Teletoon (Canadá)  |
| Estados Unidos   | Disney XD          |
| Sudeste asiático | Cartoon Network    |
| Reino Unido      | Disney XD          |
| Irlanda          | Disney XD          |
| Suécia           | Disney XD          |
| Dinamarca        | Disney XD          |
| Noruega          | Disney XD          |
| Mundo árabe      | Disney XD          |
| Bulgária         | Disney Channel     |
| Roménia          | Disney Channel     |
| Moldávia         | Disney Channel     |
| Hungria          | Disney Channel     |
| Chéquia          | Disney Channel     |
| Eslováquia       | Disney Channel     |
| Rússia           | Jetix              |
| Países Baixos    | Jetix              |
| Países Baixos    | Disney Channel     |
| França           | Disney XD          |
| Espanha          | Disney XD          |
| México           | Nickelodeon        |
| Colômbia         | Nickelodeon        |
| Brasil           | Nickelodeon        |
| Portugal         | SIC                |
| Grécia           | Disney XD (Grécia) |

## Dubladores
- Gustavo Pereira - Jimmy Two-Shoes
- Flávia Saddy - Heloíse
- Sérgio Stern - Brezzy
- Mauro Ramos - Lucius Horrível VII
- Leo Pinheiro - Cavaleiro Branco
- Diretor de Dublagem: Marco Ribeiro
- Estúdio: Audio News